# Політика Латвії
Політика Латвії відбувається в рамках парламентської багатопартійної представницької демократії в республіці, згідно з якою прем'єр-міністр є головою уряду. Президент Латвії має в першу чергу церемоніальну роль глави держави. Виконавча влада здійснюється урядом. Законодавча влада покладається як на уряд, так і на парламент.
Судова влада є незалежною від виконавчої та законодавчої влади. Economist Intelligence Unit оцінив Латвію як «недосконалу демократію» у 2017 році.

## Політичні події після здобуття незалежності

### 1991-1996
19 березня 1991 року парламент ухвалила закон, явно гарантуючи «рівні права всім національностям і етнічним групам» і «гарантує всім постійним жителям республіки, незалежно від їх національності, рівних прав на працю і заробітну плату». Закон також забороняє «будь-яку діяльність, спрямовану на дискримінацію за національністю або просування національної переваги або ненависті».
Восени 1992 року Латвія добавила значну частину своєї конституції 1922 року у нову, а навесні 1993 року уряд здійснив перепис, щоб визначити право на отримання громадянства. Після майже трьох років обговорень, Латвія завершила влітку 1994 року закон про громадянство та натуралізацію.
На виборах 5–6 червня 1993 року, коли явка склала понад 90%, вісім з 23 зареєстрованих політичних партій Латвії пройшли чотирипроцентний поріг для вступу до парламенту. Народний фронт, який два роки раніше очолював прагнення до незалежності з 75% більшості на останніх парламентських виборах 1990 року, не мав права на представництво. Партія центристського латвійського шляху отримала 33% більшості голосів і приєдналася до Союзу фермерів, щоб очолити правий коаліційний уряд.
На чолі з опозиційною Національною консервативною партією, праві націоналісти завоювали більшість місць по всій країні і також захопили Ризьку мерію на муніципальних виборах 29 травня 1994 року. Спостерігачі ОБСЄ та РЄ визнали вибори вільними та чесними, а середня виборча явка становила близько 60%. У лютому 1995 року Рада Європи надала Латвії членство.
З допомогою президента Білла Клінтона 30 квітня 1994 року Латвія та Росія підписали угоду про виведення військ. Росія вивела свої війська до 31 серпня 1994 року, але залишила декілька сотень технічних фахівців для забезпечення радіолокаційної станції протиракетного захисту під контролем ОБСЄ у Скрунді до 31 серпня 1998 року.
На виборах 30 вересня - 1 жовтня 1995 року був обраний глибоко роздроблений парламент, де представлені дев'ять партій, а у найбільша партія — новостворена центристська Демократична партія «Саймнієкс» — мала лише 18 із 100 місць. Спроби утворити правоцентристські та ліві уряди зазнали невдачі; Через 7 тижнів після виборів на посаду прем'єр-міністра був висунутий Андріс Шкеле, безпартійний бізнесмене, за якого проголосувало широкий, але роздроблений коаліційне уряд шести з дев'яти партій. Популярний президент Ґунтіс Улманіс мав обмежені конституційні повноваження, але відіграв ключову роль у доведенні різних політичних сил до остаточної згоди на цю широку коаліцію. У червні 1996 року Сейм Латвії переобрав Улманіса на ще один 3-річний термін. Влітку 1997 року щоденна газета «Дієна» показала, що половина міністрів кабінету міністрів і дві третини парламентаріїв порушують антикорупційний закон 1996 року, який забороняє вищим чиновникам займати посади в приватному бізнесі. Під тиском Шкеле кілька міністрів згодом подали у відставку або були звільнені. Проте після кількох місяців посилення ворожості між Шкеле і провідними коаліційними політиками партії, коаліція вимагала і отримала відставку прем'єра 28 липня. Новий уряд сформував нещодавній міністр економіки Гунтарс Крастс. Вона включала ті самі партії і в основному ті ж самі міністри, як уряд Шкеле. Вона проводила той самий курс реформ, хоч і не так енергійно.

### 1998-2002
На виборах 1998 року латвійська партійна структура почала консолідуватися лише шістьма партіями, які здобули місця в Сеймі. Новостворена Народна Партія Андріса Шкеле отримала більшість з 24 місць. Хоча вибори були перемогою правоцентристських партій, особисті конфлікти і скандали у межах двох найбільших правоцентристських партій — Латвійського Шляху і Народної Партії — перешкодили формуванню стабільних коаліцій. Два хитких уряду Віліса Кріштопансу і Андріса Шкеле швидко розвалилися менш ніж за рік. У травні 2000 року був знайдений компромісний кандидат у формі Андріса Берзіньша, мера Риги від Латвійського шляху. Його чотирипартійна коаліційна влада тривала до наступних виборів 2002 року.
У 1999 році Сейм обрав на пост президента Вайру Віке-Фрейбергу, компромісного кандидата без партійної приналежності. Хоча вона народилася в Ризі в 1937 році, вона оселилася в Канаді за роки радянської окупації, ставши шанованим академіком у темі латвійської культури. Після обрання вона стала однією з найпопулярніших політичних діячів Латвії.
Місцеві вибори 2001 року стали перемогою партій лівого центру в кількох муніципалітетах, включаючи Ригу. Ліва коаліція в Ризі обрала соціал-демократа Гундарса Божарса на посаду міського голови .
Між місцевими виборами 2001 року та виборами в Сейм 2002 року сформувалися дві нові партії: консервативна партія Новий час на чолі з Ейнарсом Репше та християнсько-демократична Латвійська перша партія. Обидва вони пообіцяли боротися з корупцією і зробили це найважливішим питанням на виборах 2002 року. Шість партій були обрані до Сейму на виборах 2002 року. Найбільшою партією в парламенті стала партія Новий час, яка налічувала 26 місць з 100. Декілька раніше успішних партій, таких як Латвійський шлях і соціал-демократи, не досягли 5% -ного порогу народного голосування, необхідного для того, щоб бути в парламенті. Це було пов'язано з тим, що виборці сприймали ці партії як корумповані. Після виборів Ейнарс Репше сформував уряд, що складається з його партії Новий час та трьох інших партій .

### 2003-2009
У 2003 році Вайра Віке-Фрейберга була переобрана на посаду президента на другий термін, до 2007 року. 20 вересня 2003 року Латвія проголосувала за вступ до Європейського Союзу на референдумі. Практично всі основні політичні партії та основні засоби масової інформації Латвії підтримали голосування «ДА». Уряд Латвії також витратив значну суму коштів на кампанію «ДА». У кампанії «НІ» бракувало як фінансування, так і доступу до ЗМІ. З виборців, які взяли участь у референдумі, 66,9% голосували за ЄС. Голосування в основному відбувалося за етнічною ознакою. За оцінками, 84% етнічних латишів проголосували «ДА», тоді як 91% етнічних росіян проголосували «НІ» .
Після референдуму уряд Репше почав розпадатися, і зрештою він подав у відставку у січні 2004 року. Новий уряд, очолюваний Індулісом Емсісом, головою консервативного Союзу зелених і селян (ZZS), був затверджений парламентом у березні 2004 року. В уряді була коаліцією ZZS, Народної партії (TP) та Латвійської першої партії (LPP); коаліція мала лише 46 із 100 місць у парламенті Латвії, але також була підтримана лівою Партією народної згоди (TSP). Після того, як Сейм не прийняв бюджет на 2005 рік, запропонований урядом Індуліса Емсіса, уряд подав у відставку. 2 грудня 2004 року Айгар Калвітіс став новим прем'єр-міністром і, таким чином, головою уряду.
Кальвітіс був першим прем'єр-міністром в історії пострадянської незалежної Латвії, чий уряд був переобраний на виборах у 2006 році. Партія Новий час, однак, ослабла, тому відбулася коаліційна перестановка і виникла 4-партійна правоцентристська коаліція. . Уряд тривав лише до 5 грудня 2007 року, коли Калвітіс пішов у відставку  через його безперервні і невдалі спроби звільнити Олексія Лоскутова, голову Державного антикорупційного агентства, після того, як Лоскутов розслідував тіньові питання партії Прем'єр-міністра.
Після переговорів був сформований «кризисний» уряд з участю тих самих партій, які очолювали колишній прем'єр Іварс Годманіс, респектабельний громадський діяч і член Латвійського Шляху. Уряд намагався накласти заходи жорсткої економії з помірним успіхом. Це супроводжувалося, однак, широкою громадською опозицією, що призвела до двох референдумів, один про пенсії, інший - про конституційні зміни, що дозволило б електорат ініціювати розпуск парламенту.
Обидва референдуми провалилися, [7] [8], але країна увійшла в найгіршу політичну кризу з часів незалежності від Радянського Союзу, а економічна ситуація суттєво погіршилася через світову фінансову кризу. Популярність правлячих партій зменшилася і була нижче парламентського порогу. До кінця 2008 року партії важко домовлялися про подальші скорочення бюджету (головним чином у соціальній сфері) планової реорганізації уряду та звільнень.
13 січня 2009 року в Ризі відбулися масові заворушення, протестуючі напали на будівлю парламенту. Президент Валдіс Затлерс дав ультиматум партіям, заявивши, що якщо вони не згодні з конституційними поправками щодо розпуску Сейму, він розпустить парламент до кінця березня. [9] Після переговорів за лаштунками і невдалого голосування вотуму недовіри, прем'єр-міністр Іварс Годманіс вирішив піти у відставку наприкінці лютого [10]. 26 лютого Затлерс висунув кандидатуру партії Новий час, депутата Європарламенту Валдіса Домбровскіса на посаду прем'єр-міністра. [11] Після переговорів 4 березня 2009 року п'ять партій підтвердили свою участь у коаліції: Новий час, Народна партія, Союз зелених і селян, Вітчизні і свободі/ДННЛ і Громадянський союз.

## Питання громадянства та мови
Поточна редакція закону про громадянство була прийнята в 1998 році після численних дебатів і тиску з боку Росії та Європейського Союзу. Вона внесла поправки до більш обмежувального закону 1994 року. У відповідності с цим законом, латвійськими громадянами визнані ті, хто мав громадянство перед 17 червня 1940 року і їх нащадки. Ті, хто оселився в Латвії під час радянської окупації, за винятком тих, хто зробив це після відставки з Радянської Армії, або були співробітниками, інформаторами, агентами чи зберігачами КДБ, служб безпеки, спецслужб або інших спеціальних служб. послуги іншої іноземної держави  можуть отримати громадянство Латвії шляхом натуралізації. До інших категорій осіб, які не мають права на натуралізацію, належать засуджені злочинці, державні службовці та військовослужбовці збройних сил іноземної держави, члени Комуністичної партії, а також члени окремих філіальних організацій, які після 13 січня 1991 року діяли проти латвійської держави. Критерії натуралізації включають розмовні знання латиської мови, клятву вірності, відмову від колишнього громадянства, вимогу про 5-річне перебування та знання конституції Латвії. Станом на листопад 2005 року близько 109 тис. осіб подали заявки на натуралізацію і близько 103 тис. з них отримали громадянство Латвії.
У 2006 році приблизно 18 відсотків загальної чисельності населення (420 тис. жителів Латвії, трохи менше половини етнічно не латвійського населення) не мали латвійського громадянства. Більшість із них мають паспорти Латвії негромадян, що надає їм статус, подібний до місця постійного проживання в інших країнах. Вони можуть проживати в Латвії на невизначений час і отримувати більшість державних послуг (наприклад, освіту та охорону здоров'я) відповідно до тих самих умов, що й громадяни Латвії. Негромадяни Латвії не можуть голосувати на муніципальних та державних виборах і не мають права працювати в уряді, поліції та цивільних службах. Кілька іноземних держав також по-різному ставляться до громадян і негромадян Латвії, приймаючи громадян Латвії без візи, але вимагаючи віз від негромадян. Раніше Росія мала протилежну практику, вимагаючи віз як від громадян, так і від не громадян Латвії, але дозволяла негромадянам подорожувати до Росії з більш дешевою візою.
Як перехідний пункт, латвійське законодавство дозволяє подвійне громадянство для тих, хто був змушений залишити Латвію під час радянської або нацистської окупації і прийняв інше громадянство, перебуваючи поза Латвією. Для того, щоб мати право на подвійне громадянство, вони повинні були претендувати на це до 1 липня 1995 року. Після цієї дати особа має відмовитись від іншого громадянства, щоб прийняти латвійське.
Латвійська мова є єдиною державною мовою в Латвії; тоді як лівська мова, що знаходиться під загрозою, визнана як «мова корінного (автохтонного) населення». Латгальська мова також захищена «як історичний варіант латвійської мови». Усі інші мови вважаються законом про державні мови іноземними . Дві парламентські партії, Центр злагоди та Російський союз Латвії, просили, щоб російська мова (26,9% жителів, за даними перепису 2011 року, є росіянами) отримала офіційний статус.
Починаючи з 1999 року, закони про освіту заборонили державним університетам навчати студентів іншими мовами, крім латиської (існують виключення для лінгвістики, деяких міжнародних проектів і позабюджетних груп). Закон містив положення, яке передбачає навчання латиською мовою тільки в державних середніх школах з 2004 року. Після масштабних акцій протесту в 2003—2004 роках, закон був змінений, вимагаючи навчання на латиській мові принаймні 60% навчального плану.

## Виконавча гілка
| Посада          | Ім'я              | Партія                   | З                  |
| --------------- | ----------------- | ------------------------ | ------------------ |
| Президент       | Раймондс Вейоніс  | Латвійська зелена партія | 8 червня 2015 року |
| Прем'єр-міністр | Кріш'яніс Каріньш | Єдність                  | 23 січня 2019 року |

Президент обирається парламентом максимум на два терміни на чотири роки, таємним голосуванням і абсолютною більшістю голосів (Конституція Латвії, статті 35, 36 і 39).
Президент є переважно церемоніальним главою держави, а разом з іншими президентами в парламентських республіках Президент Латвії має вплив і авторитет, а не владу.
Незважаючи на те, що Президент формально є Головнокомандувачем Збройних Сил, підписує договори, представляє Латвію за кордоном, офіційно призначає послів та інших ключових посадових осіб, ці повноваження конституційно виконуються за обов'язковою порадою Прем'єр-міністра, який є політично відповідальним. для них (Конституція Латвії, стаття 53). Президент, однак, має особисту свободу дій щодо пропозицій законодавства перед парламентом, накладання вето на законодавство, проголошення референдумів щодо законодавства, висування прем'єр-міністра. Президент також має право, «у крайнощі», оголосити референдум щодо передчасного розпуску парламенту: якщо референдум буде прийнятий, парламент розпускається; але якщо референдум не відбудеться, Президент повинен піти у відставку.
Прем'єр-міністра призначає Президент. Потім Прем'єр-міністр обирає Раду Міністрів (Кабінет Міністрів), яка має бути прийнята Парламентом. Парламент може відправити у відставку Прем'єр-міністра та Кабінет Міністрів за допомогою вотуму недовіри (Конституція Латвії, Стаття 59).

## Законодавча гілка
Однопалатний Парламент (Saeima) має 100 членів, які обираються на чотирирічний термін за пропорційною системою з 5% порогом. Парламентські вибори проводяться в першу суботу жовтня. На місцевому рівні Латвія обирає муніципальні ради, що складаються з 7 до 60 членів, залежно від розміру муніципалітету, також за пропорційною системою на чотирирічний термін.

## Політичні партії та вибори
Результати парламентських виборів 2018 року:
| Партія                                                     | Партія                                  | Голосів   | %     | Місць | +/-  |
| ---------------------------------------------------------- | --------------------------------------- | --------- | ----- | ----- | ---- |
|                                                            | Згода                                   | 167 117   | 19,80 | 23    | -1   |
|                                                            | KPV LV                                  | 120,264   | 14.25 | 16    | Нова |
|                                                            | Нова консервативна партія               | 114,694   | 13.59 | 16    | +16  |
|                                                            | Розвитку/Так!                           | 101,685   | 12.04 | 13    | +13  |
|                                                            | Національне об'єднання «Все для Латвії» | 92,963    | 11.01 | 13    | –4   |
|                                                            | Союз зелених і селян                    | 83,675    | 9.91  | 11    | –10  |
|                                                            | Нова Єдність                            | 56,542    | 6.69  | 8     | –15  |
|                                                            | Об'єднання регіонів Латвії              | 35,018    | 4.14  | 0     | –8   |
|                                                            | Російський союз Латвії                  | 27,014    | 3.20  | 0     | 0    |
|                                                            | Прогресивні (Латвія)                    | 22,078    | 2.61  | 0     | Нова |
|                                                            | Від серця — Латвії                      | 7,114     | 0.84  | 0     | –7   |
|                                                            | Латиські націоналісти                   | 4,245     | 0.50  | 0     | Нова |
|                                                            | За альтернативу                         | 2,900     | 0.34  | 0     | Нова |
|                                                            | SKG                                     | 1,735     | 0.20  | 0     | Нова |
|                                                            | Партія дії                              | 1,059     | 0.12  | 0     | Нова |
|                                                            | Центристська партія Латвії              | 897       | 0.10  | 0     | Нова |
| Недійсні                                                   | Недійсні                                | 5,925     | –     | –     | –    |
| Загалом                                                    | Загалом                                 | 844,925   | 100   | 100   | 0    |
| Зареєстровані виборці/явка                                 | Зареєстровані виборці/явка              | 1,548,100 | 54.58 | –     | –    |
| Джерело: CVK [Архівовано 6 жовтня 2018 у Wayback Machine.] |                                         |           |       |       |      |

## Судова гілка
Призначення суддів підтверджується Парламентом і є безвідкличними, за винятком рішення Дисциплінарної комісії суддів або за рішенням кримінального суду. Існує спеціальний Конституційний Суд, який має право виносити рішення про конституційність законів, члени яких повинні бути затверджені абсолютною більшістю голосів Парламенту шляхом таємного голосування.